# Terpyridine
Terpyridine is een heterocyclische verbinding die bestaat uit drie pyridineringen. De buitenste ringen zijn aan de 2- respectievelijk 6-positie verbonden met de 2- en 6-posities van de middenste ring. Terpyridine is een zeer effectieve ligand en vormt coördinatieverbindingen met transitiemetalen.
Terpyridine behoort tot de groep van polypyridines: bipyridine (2 ringen), terpyridine (3 ringen), quaterpyridine (4 ringen), quinquepyridine (5 ringen), sexipyridine (6 ringen) enzovoort.

## Synthese
De eerste synthese van terpyridine werd beschreven in 1932 door Morgan en Burstall, die het bekwamen als een bijproduct in de oxidatieve condensatie van pyridine met ijzer(III)chloride. De opbrengst aan terpyridine was laag, en later zijn er meer effectieve syntheses voor terpyridine gevonden, waaronder:
- de koppelingsreactie van pyridineverbindingen, bijvoorbeeld de Ullmann-reactie van 2-broompyridine en 2,6-dibroompyridine[3] of met palladiumgekatalyseerde koppelingsreacties zoals de Negishi-koppeling of de Hiyama-koppeling
- de ringvormende reactie die de middenste ring opbouwt. Een voorbeeld hiervan is de reactie van 2-acetylpyridine met 3,3-bis(methylthio)-1-(2-pyridinyl)-2-propen-1-on (deze laatste verbinding is het product van de reactie van 2-acetylpyridine met koolstofdisulfide en methyljodide). Het reactieproduct, 4'-(methylthio)terpyridine, is een terpyridine met een thio-ethergroep, die kan verwijderd worden door behandeling met raneynikkel[4]

## Eigenschappen en toepassingen
Terpyridine (in de coördinatiechemie vaak afgekort tot tpy) is een tridentaatligand en vormt met vele overgangsmetalen (M) stabiele coördinatiecomplexen van de vorm [M(tpy)2]n+. Het wordt onder meer toegepast in katalysatoren en co-katalysatoren, bijvoorbeeld samen met een palladiumkatalysator voor de synthese van difenylcarbonaat.
Met (gesubstitueerde) terpyridines kunnen ook polymeercomplexen gevormd worden, die elektroluminescentie vertonen. Zij kunnen bijvoorbeeld in polymere LEDs toepassing vinden.